# Zapata (Alhaurín de la Torre)
Zapata es una localidad española perteneciente al municipio de Alhaurín de la Torre, en la provincia de Málaga. Está situada junto al río Guadalhorce y la Hiperronda de Málaga, al nordeste del núcleo central municipal y muy cerca del aeropuerto de Málaga-Costa del Sol. Según el censo del INE de 2016, cuenta con una población de 657 habitantes.
Anteriormente conocida como Cortijo Zapata, la localidad se encuentra en los terrenos de la proyectada ciudad aeroportuaria.

## Transporte público
Las líneas de autobuses interurbanos del Consorcio de Transporte Metropolitano del Área de Málaga son las siguientes:
| Línea | Trayecto            | Recorrido y horarios | Plano | Operadora                |
| ----- | ------------------- | -------------------- | ----- | ------------------------ |
| M-135 | Málaga-Santa Amalia | Recorrido y horarios | Plano | Autocares Vázquez Olmedo |